# Альтерсвілен
Альтерсвілен — колишній місцевий муніципалітет і місцевість у муніципалітеті Кемменталь у швейцарському кантоні Тургау. Альтерсвілен є церковно-шкільним центром Кементаля.
Муніципальна громада, яка існувала з 1803 по 1995 рік, включала місцеві громади Альтерсвілен, Альтісхаузен, Еллігаузен, Ліппольдсвілен, Нойвілен та Зігерсхаузен і до 1984 року місцева громада Діппісгаузен-Офтерсхаузен була включена до Зігерсгаузена. У 1996 році було об’єднано ці громади з муніципальною громадою Гугельсхофен і двома її місцевими громадами, щоб сформувати громаду (Gemeinde) Kemmental.

## Географія
Місцева громада Альтерсвілен включала церковне село Альтерсвілен і хутір Боммен. Альтерсвілен знаходиться на південному схилі гори Зеерюкенс на південний захід від Боденського озера.

## Історія

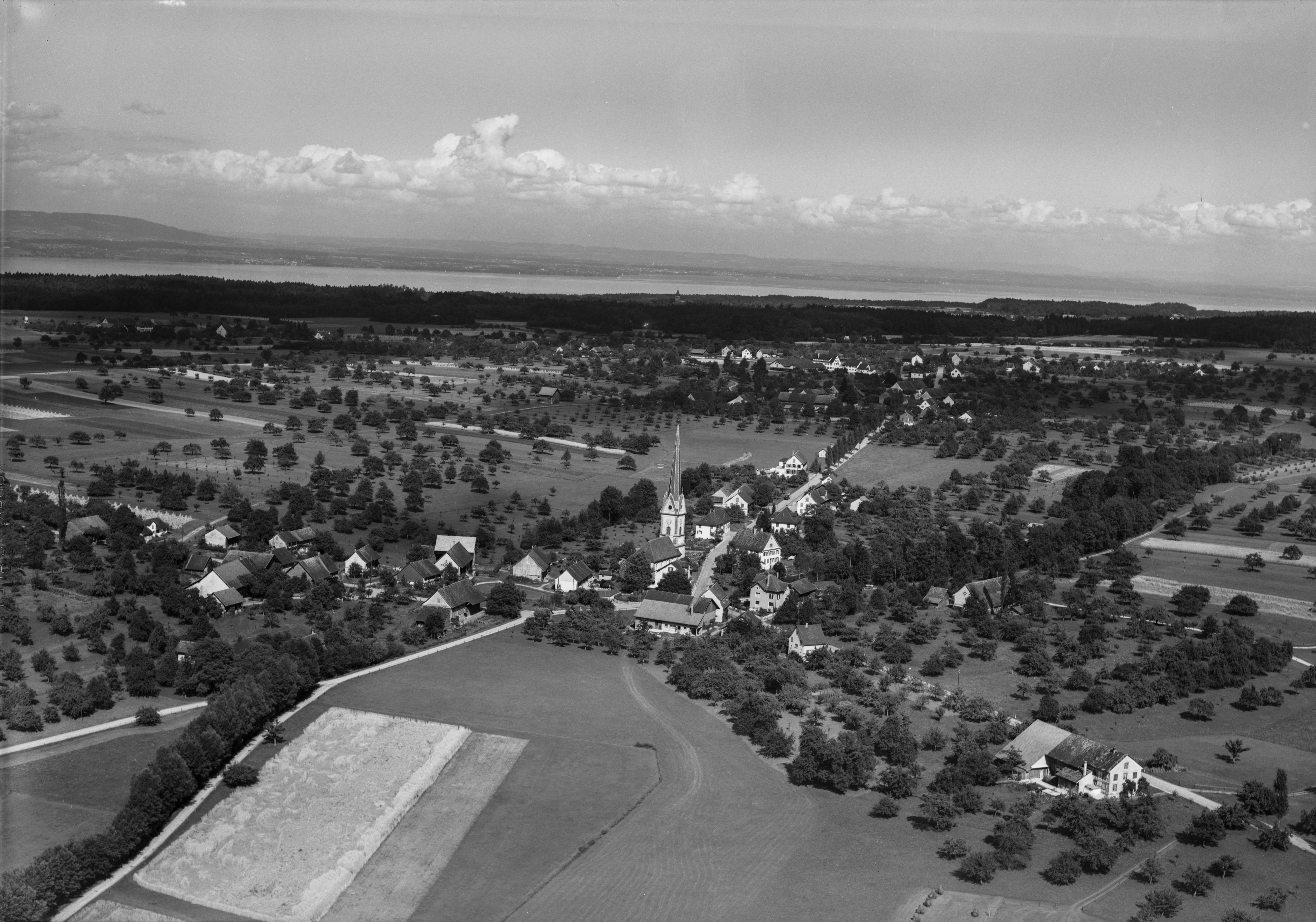
Альтерсвілен у 1954 році, за ним Зігерсгаузен і німецький берег Боденського озера

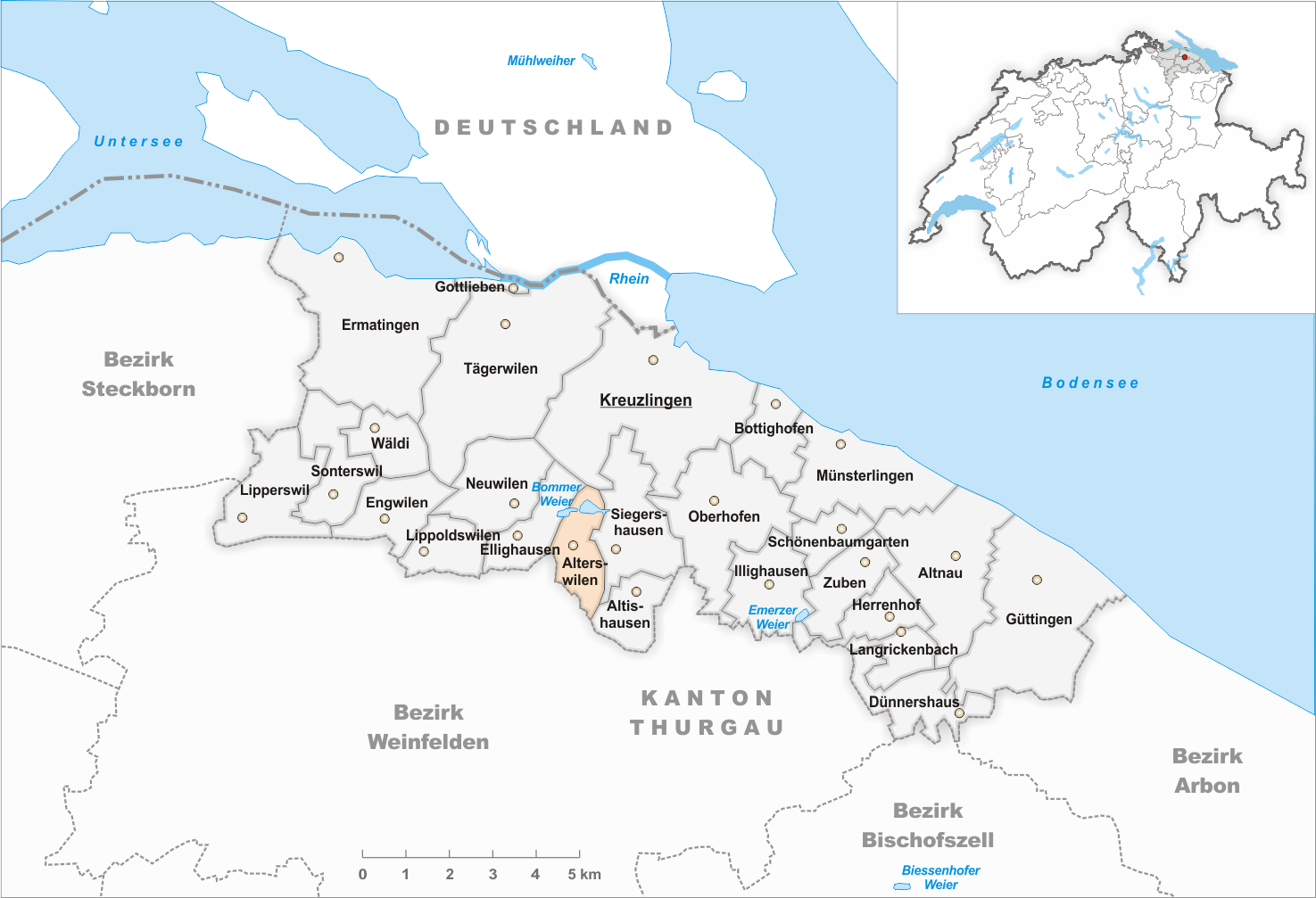
Муніципальний статус до об'єднання в 1996 році

Альтерсвілен можна історично простежити до 1248 року (decima в Alterswilaer). Селище Боммен було записано як Боумен з 1348 року. Муніципальний район спочатку був у Констанцер Бішофшорі. Із середини 13 століття до 1798 року Альтерсвілен належав бейлівіку Егген, тоді як Боммен належав двору Зігерсхаузен і, отже, єпископському бейлівіку Готлібена.
Перша церква, пов'язана з Св. Стефана в Констанці, Альтерсвілен з'явилася приблизно в 1155 році як філія Тегервілена, а в 1275 році як незалежна парафія з церквою Св. Агати. Права патронату надійшли в 1350 році від соборного ректора Дітельма фон Штайнега та лицаря Генріха фон Клінгенберга до собору Констанца. Після Реформації 1529 року небагато католиків у Бернрайні ходили до церкви. Вони належали до парафії Еммісхофен з 1831 року.

У 19 столітті відбувся перехід від виробництва зерна в три курені до скотарства і молочного скотарства. У 1895 році було створено сільськогосподарське товариство. У зв'язку з об'єднанням товарів з 1967 по 1887 рік, Bommer Weiher, створений приблизно в 1460 році як млин і рибний ставок, був поміщений під охорону природи. Видобуток нафти на північ від нього був невдалим у 1960 році. Alterwilen є середньою школою з 1897 року, а старшою школою з 1982 року коло.

## Населення
|                      | 1850 рік | 1888 рік | 1920 рік | 1930 рік | 1960 рік | 1970 рік | 1990 рік | 2000 рік | 2010 рік | 2018 рік   |
| -------------------- | -------- | -------- | -------- | -------- | -------- | -------- | -------- | -------- | -------- | ---------- |
| муніципальний прихід | 1281     | 1283     |          | 1184     | 1185     |          | 1295     |          |          |            |
| місцева церква       | 129      |          | 186      |          |          | 134      | 182      |          |          |            |
| місцевість           |          |          |          |          |          |          |          | 197      | 192      | [ Anm. 1 ] |
| джерело              |          |          |          |          |          |          |          |          |          | [ 2 ]      |

Із загальної кількості 253 жителів місцевості Альтерсвілен у 2018 році 52 або  відповідно 20,6 % були іноземними громадянами. 132 (52,2 %) належали до євангельсько-реформаторської церкви і 47 (18,6 %) до Римо-католицької. 

## Початкова школа
У 2003/04 навчальному році після випробування системи в класі середня школа Кемменталь запровадила модель кооперативної старшої школи. Учні розподіляються за рівнями успішності з окремих предметів. Вони відвідують інші предмети у своєму звичайному класі.

## Пам'ятки
- Реформатська церква в Альтерсвілені
- Боммер Вайхер: Боммер Вайхер був штучно створений приблизно в 1460 році як резервуар для води для приводу млинів. Протягом століть вони дедалі більше замулювалися, і в 1979 році деякі знову довелося розкопати екскаваторами. Ставки знаходяться під охороною природи.

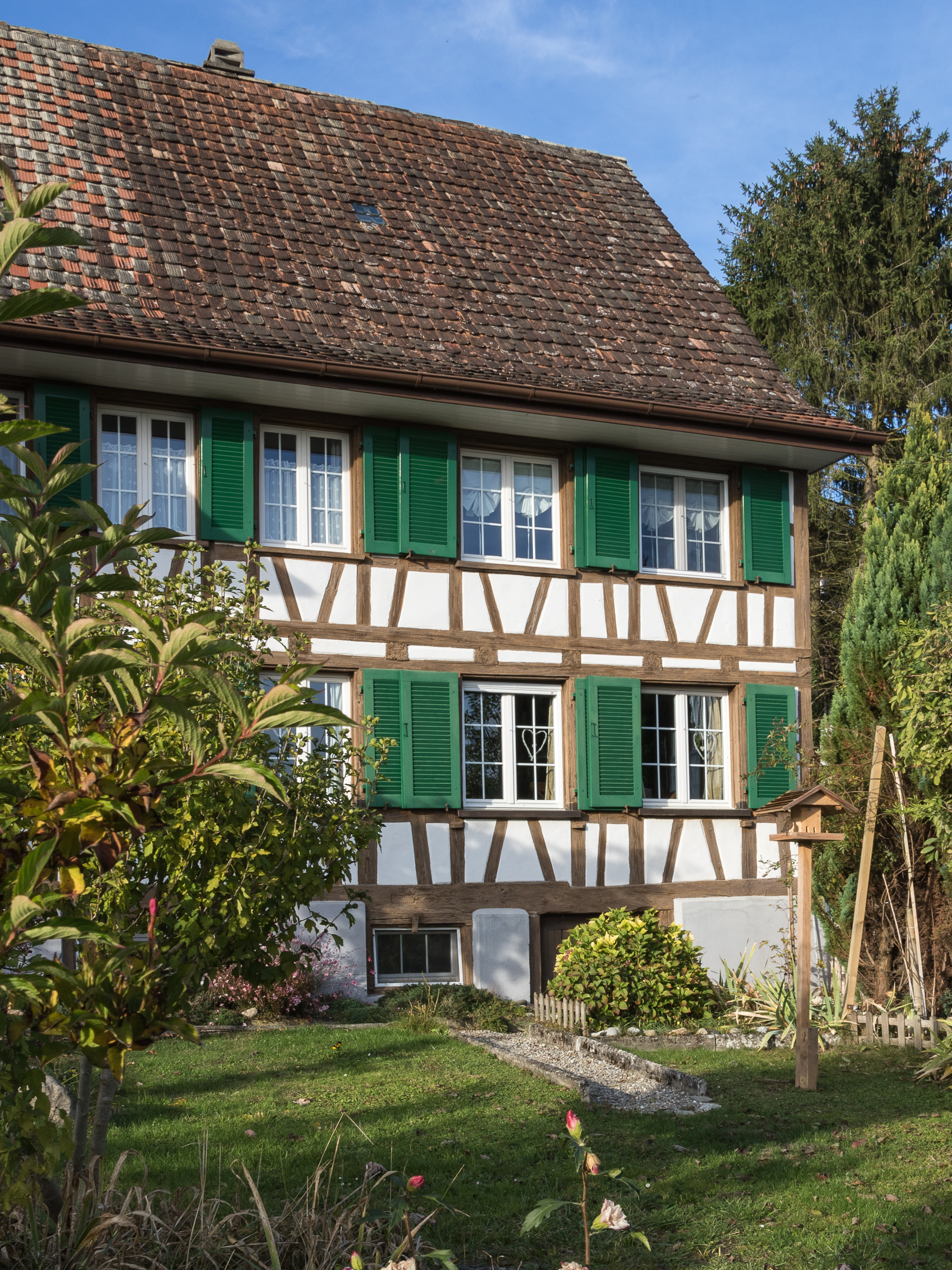
Фахверк в Альтерсвілені
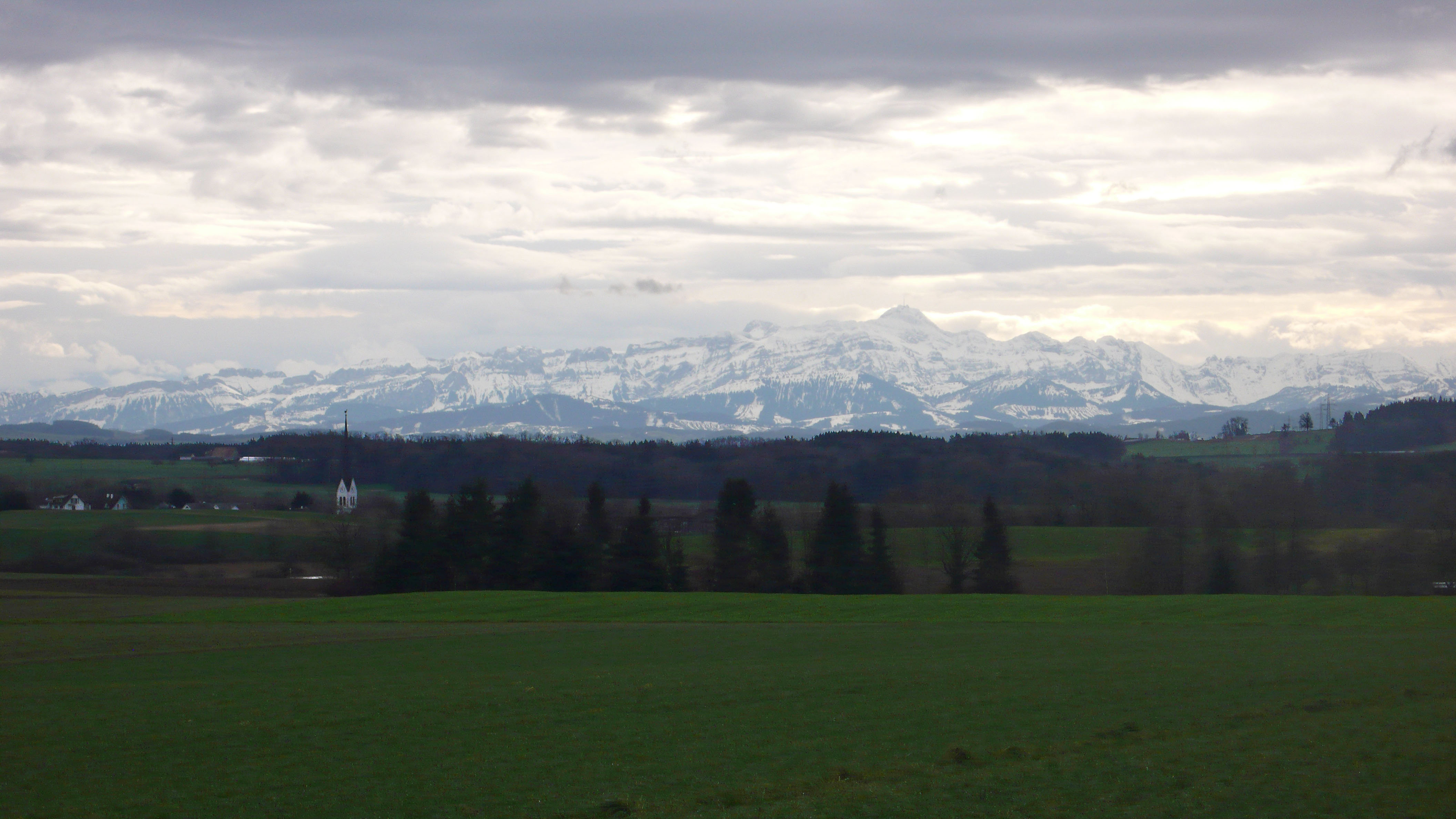
Альтерсвілен, Säntis на задньому плані
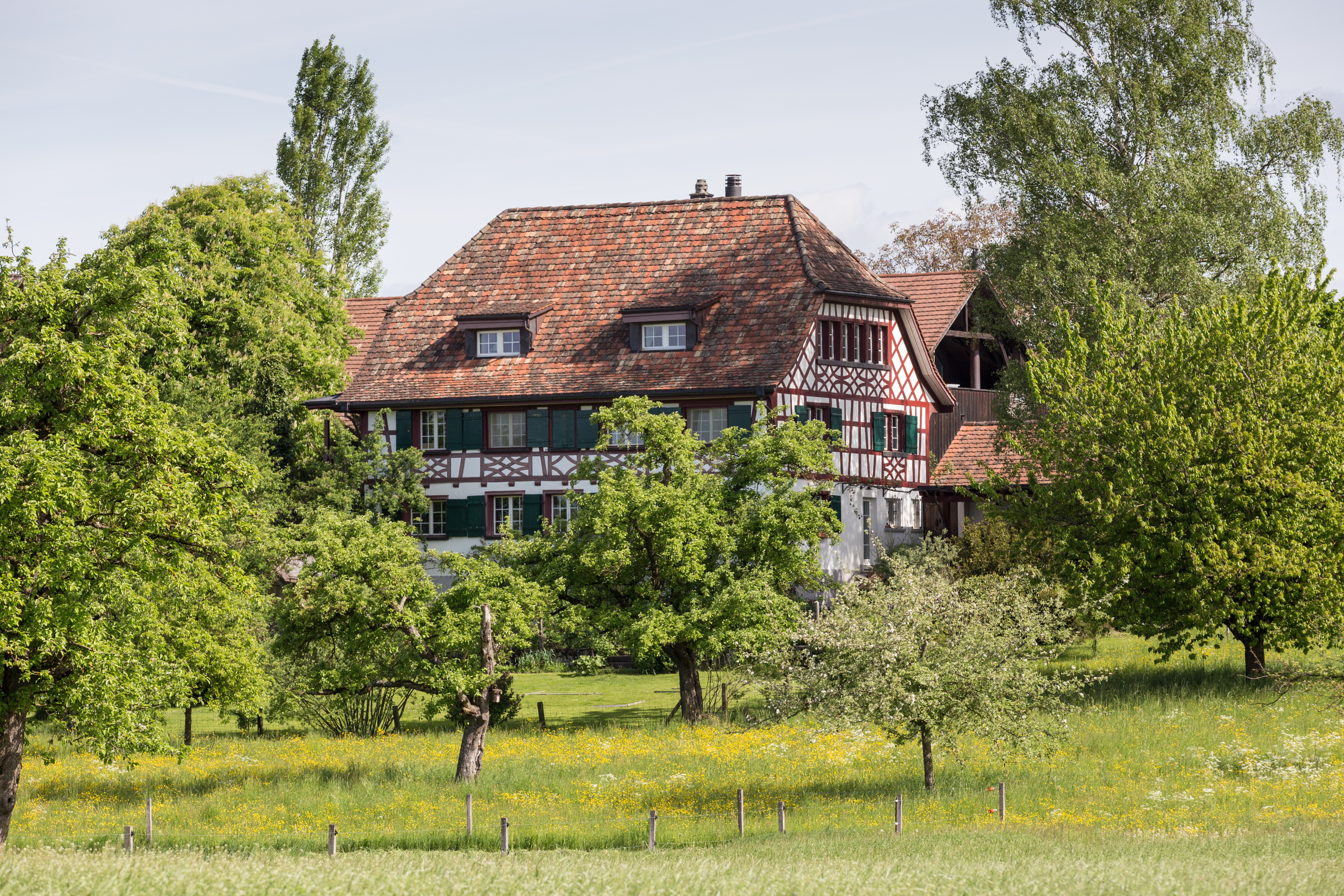
Боммен
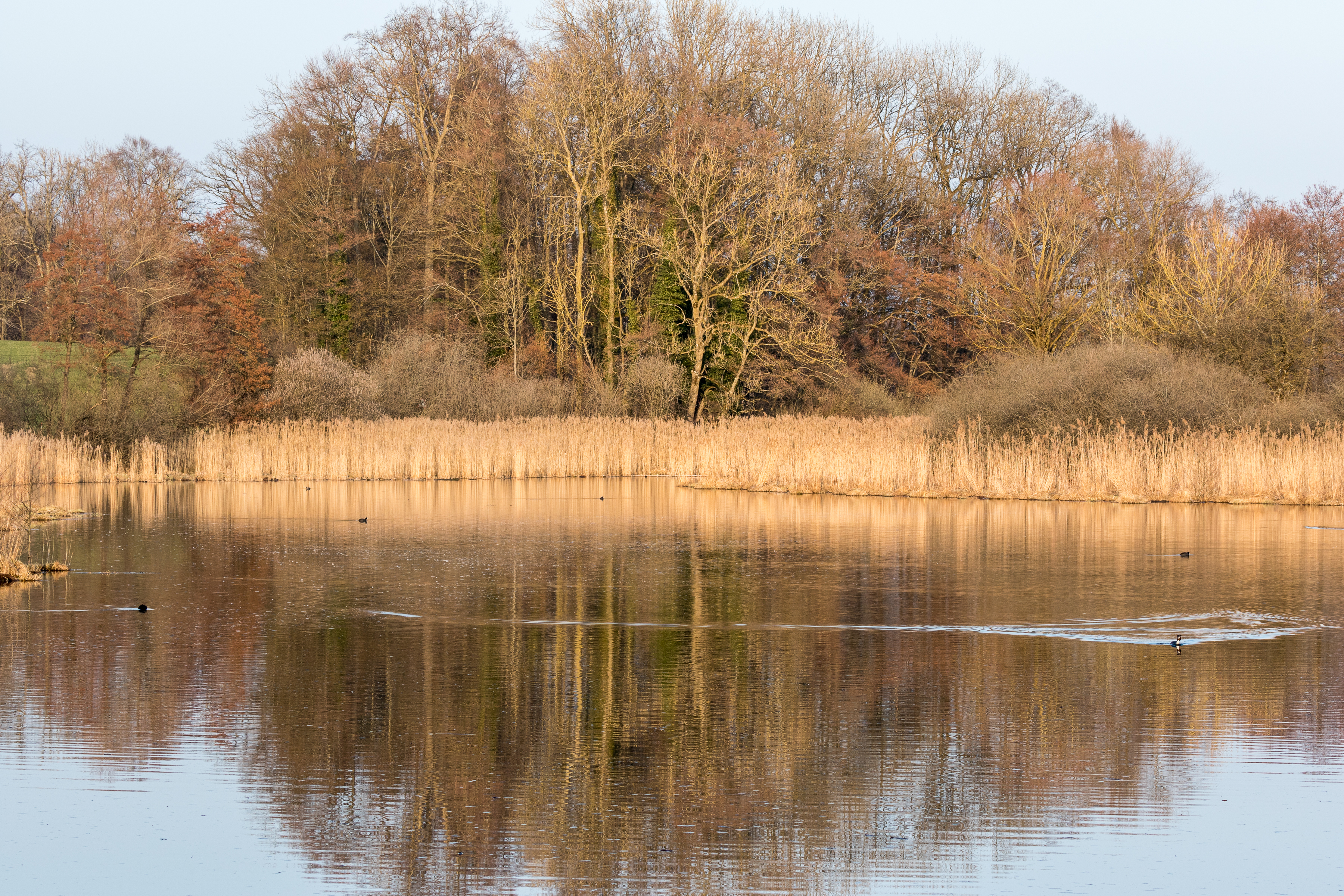
Нижній Боммер Вайхер

## Зауваження
1. ↑  mit Aussenhöfen